# Joseph Perotaux
Joseph Perotaux, né le 8 janvier 1883 à Nantes et mort le 23 avril 1967 dans le 17e arrondissement de Paris, est un escrimeur français, ayant pour arme le fleuret. 

## Biographie
Joseph Perotaux est le fils d'Ange François Louis Perotaux, notaire, greffier du juge de paix, et de Julie Joséphine Marie Lac.
En 1904, il est directeur commercial à Nantes.
Mobilisé lors de la Première Guerre mondiale, il sert dans l'aviation et reçoit la croix de guerre.
Il est sacré champion olympique d'escrime en fleuret par équipes aux Jeux olympiques d'été de 1924 à Paris,,.
Il est secrétaire général de la Fédération d'escrime de l'Ouest.